# 아이누 요리
아이누 요리는 일본과 러시아에 있는 아이누 민족의 요리이다. 이 요리는 일본의 대다수 야마토 민족의 요리와 현저히 다르다. 예를 들어, 사시미와 같은 생고기는 아이누 요리에서 거의 제공되지 않으며 대신 삶기, 굽기, 염지 등의 방법을 사용하여 고기를 준비한다. 또한 일본 요리와 달리 전통적인 아이누 요리는 된장, 간장, 설탕을 사용하지 않았지만 현대 아이누 요리에는 이러한 조미료가 등장한다. 일본 북부의 홋카이도 섬은 오늘날 대부분의 아이누족이 살고 있는 곳이다. 그러나 그들은 한때 쿠릴 섬의 대부분, 사할린 섬의 남쪽 절반, 혼슈 섬 북부의 일부에 거주했다.
세계에는 아이누 레스토랑이 거의 없지만 일부는 존재한다. 아이누 레스토랑의 예로는 도쿄도 신주쿠구의 하루코로(하루코), 삿포로시의 아시리 코탄 나카노시마, 홋카이도 아칸의 포론노와 마루키부네 등이 있다.